# Reguła stosunków promieni jonowych
Reguła stosunków promieni jonowych stanowi prosty, choć niezbyt dokładny sposób przewidywania struktury związków chemicznych o budowie jonowej (kryształów jonowych). Wykorzystuje ona informację o rozmiarach wolnych anionów i kationów, aby na podstawie możliwych geometrycznie sposobów ich najgęstszego upakowania, przy założeniu bezkierunkowości wiązań jonowych i kulistego kształtu jonów, przewidzieć możliwą strukturę krystaliczną:
{\displaystyle \gamma ={\frac {r_{1}}{r_{2}}}}   oraz   {\displaystyle r_{1}<r_{2}}
gdzie:
- r1 jest mniejszym z promieni: rkat lub ran
- r2 jest większym z promieni: ran lub rkat.

W zależności od stosunku promieni przewiduje się strukturę:
- {\displaystyle \gamma >{\sqrt {3}}-1} - struktura chlorku cezu
- {\displaystyle \gamma <{\sqrt {2}}-1} - struktura sfalerytu (odmiana ZnS)
- {\displaystyle {\sqrt {2}}-1<\gamma <{\sqrt {3}}-1} - struktura NaCl

Dużą zawodność tej metody tłumaczy się:
- faktem, że wiązania chemiczne, uznawane formalnie za jonowe, posiadają zwykle pewien udział charakteru wiązań kowalencyjnych (wiązanie kowalencyjne jest kierunkowe, a więc może powodować inne położenia wiązanych atomów niż przewidziane przy założeniu braku kierunkowości wiązań)
- błędami w wyznaczaniu promieni jonowych, które oblicza się przy założeniu przebywania wolnych jonów w próżni, gdy tymczasem w krysztale istnieją silne oddziaływania międzyjonami, które deformują kształt chmur elektronowych jonów.